# 北107線
北107線 烏來－福山，是位於新北市的一條鄉道，北起新北市烏來區烏來里烏來橋頭，南至新北市烏來區福山里福山，全長17.600公里。本線曾由公路總局代養，亦為烏來區重要觀光道路與南勢溪上游信賢、下盆、福山等部落之聯絡與聯外道路。

## 路線說明
新北市
- 烏來區：烏來（起點，烏來分駐所旁，與台9甲線共線起點）→ 烏來橋（與台9甲線共線終點） → 烏來街 → 覽勝大橋（北107-1線岔路） → 溫泉街 → 瀑布路 → 烏來瀑布（北107-1線岔路） → 烏福路（信福路） → 福山（終點）

## 歷史沿革
| 北107線歷史沿革 | 北107線歷史沿革                                | 北107線歷史沿革                                |
| 年代            | 本編號沿革                                     | 本路線沿革                                     |
| --------------- | ---------------------------------------------- | ---------------------------------------------- |
| 1966年          | 當時為山佳－石灰坑線，長0.9公里                | 非公路或未修築                                 |
| 1974年          | 當時為山佳－石灰坑線，長0.9公里                | 編為北115線（烏來－福山，14.5km）。            |
| 1976年          | 原線改編北75線，本編號成為空號                 | 編為北103線（烏來－福山，17.776km）            |
| 1983年          | 原北103線改編為北107線（烏來－福山，17.600km） | 原北103線改編為北107線（烏來－福山，17.600km） |

## 沿線地標、設施
| - 烏來橋 - 烏來觀光老街 - 覽勝大橋 - 林業署烏來觀光台車站、台車軌道 - 烏來溫泉 - 情人橋步道 | - 烏來瀑布 - 烏信隧道 - 明隧道 - 信賢吊橋 - 信賢部落（派出所） - 烏沙溪橋 | - 檢查哨 - 蘭吼橋 - 德拉楠橋 - 下盆部落（教會） - 新福山二號橋 - 福山部落 |

## 連接公路
- 台9甲線
- 北107-1線

## 支線
北107線唯一的支線為北107-1線，公路名稱與其路名皆為環山路。速限30~40公里。北起新北市烏來區烏來里覽勝大橋南側，南至新北市烏來區烏來里環山路、瀑布路路口，全長4.074公里。自1974年起被編為鄉道，當時編號為北115-1線。1976年改編北103-1線。1983年再改為今日編號。
新北市
- 烏來區：覽勝大橋（起點，北107線岔路）→ 環山路 → 烏來瀑布（終點，北107線岔路）

### 沿線地標、設施
- 覽勝大橋
- 烏來消防分隊
- 野要部落
- 雲仙樂園纜車站
- 瀑布公園

### 連接公路
- 北107線